# The Splendid Source
The Splendid Source («Восхитительный источник») — девятнадцатая серия восьмого сезона мультсериала «Гриффины». Премьерный показ состоялся 16 мая 2010 года на канале FOX.

## Сюжет
Криса отстраняют от занятий за неприличную шутку, сказанную им в школе. Выясняется, что он услышал её от Куагмира. Питер хочет высказать по этому поводу своему другу, но оказывается, что эта шутка и на самом деле смешна. Друзья начинают искать автора этой шутки, и следы ведут их в Виргинию, городок Стулбенд, бар «Сломанный табурет». Питер с Лоис, Джо с Бонни и Куагмир отправляются в путешествие в другой штат. Там они встречают своего старого друга Кливленда Брауна, покинувшего Куахог несколько месяцев назад. Кливленд говорит друзьям, что сам услышал эту шутку от некоего коридорного Сэла Рассо. После этого товарищи, вместе с Кливлендом, оставив у Донны Лоис и Бонни, отправляются дальше по следам этой шутки, в Вашингтон. По пути их атакует неизвестный чёрный автомобиль, пассажиры которого явно не хотят, чтобы друзья узнали происхождение шутки. Тем не менее, добравшись до Вашингтона, друзья находят этого Сэла. Впрочем, тот отказывается признаваться, от кого он услышал эту шутку, и сбегает от них. Вскоре друзья взяты в плен «людьми в чёрном».
Их сажают в самолёт и отвозят на загадочный остров. «Люди в чёрном» ведут друзей через непроходимые джунгли к огромному каменному храму. Там их встречает предводитель Секретной секты авторов неприличных шуток (Secret Order of Dirty Joke Writers) и проводит приятелей внутрь — там трудятся величайшие умы современности. Предводитель проводит друзьям краткую обзорную экскурсию по своим владениям, и вскоре те понимают, что им никогда не суждено покинуть этот остров — ведь они узнали великую тайну: откуда берутся все неприличные шутки в мире. Питер, Кливленд, Джо и Куагмир брошены в клетку. Вскоре друзья сбегают оттуда, с лёгкостью обманув охранника, но на их пути встаёт Предводитель со своей охраной. Между ними появляется старец, только что написавший Самую пошлую шутку в мире (world's greatest dirty joke). От восторга он умирает, не выдерживает сердце. Питер, угрожая сжечь «великое творение», с приятелями захватывает самолёт и сбегает на нём, по пути устроив пожар в храме.
Друзья улетают на закат, в Куахог. В конце эпизода выясняется, что Самая неприличная шутка в мире — лишь неудачная игра слов.
В самом конце эпизода присутствует не-анимационная врезка с чешущейся шимпанзе. По словам рассказчика (Питера), «эти секунды должны были уйти на разговоры о детском раке, но я сказал: «Нетушки! Только обезьянка!»

## Создание
Автор сценария: Марк Хентеманн по одноимённому рассказу (1956) Ричарда Мэтисона
Режиссёр: Брайан Айлс
Композитор: Рон Джонс
Приглашённые знаменитости: Сэна Латан (в роли Донны Таббс), Кевин Майкл Ричардсон (в роли Кливленда Брауна-младшего) и Риган Гомес-Престон (в роли Роберты Таббс) — все из мультсериала «Шоу Кливленда»; Мэрк Элэймо (в роли предводителя Секретной секты авторов неприличных шуток), Гэри Коул (в роли Директора Шеферда), Йоан Гриффит, Дэвид Линч (в роли бармена Гаса) и Уолли Уингерт

## Интересные факты